# Carmen Polo
María del Carmen Polo y Martínez-Valdés (Oviedo, Astúries, 11 de juny de 1900 - Madrid, 6 de febrer de 1988) va ser l'esposa del dictador espanyol Francisco Franco Bahamonde. A la mort del seu marit va ser-li concedit el títol nobiliari de senyora de Meirás i la Grandesa d'Espanya.
Filla d'una família de la classe alta, es va casar amb Franco, tot i l'oposició inicial de la seva família, el 23 d'octubre de 1923 i tingueren una única filla. Maria del Carmen, Nenuca, l'any 1926. No sembla que exercís gaire influència en la política espanyola excepte en la designació de Carlos Arias Navarro com a primer ministre quan Franco estava bastant malalt.
Tanmateix, va ser la dona més influent a Espanya durant els 40 anys de dictadura. Són molt familiars les seves paraules "tú, Paco, cállate" expressades diverses vegades en públic. Gairebé sempre somreia i l'ocupaven actes semioficials com la inauguració d'escoles i d'hospitals.
La seva neta Maria del Carmen es va casar el 1972 amb Alfons de Borbó i sembla que Carmen Polo desitjava que la seva neta arribés a ser la reina d'Espanya, però Franco va elegir com a successor seu Juan Carlos de Borbón, i això ho impedí.